# Dragan Đukanović
Dragan Đukanović (en serbe cyrillique : Драган Ђукановић) est un footballeur serbe né le 29 octobre 1969 à Nikšić en Yougoslavie (aujourd'hui au Monténégro). Il jouait au poste d'attaquant. Il est désormais entraîneur.